# Claros
Claros, en grec ancien Κλάρος, latin Clarus, est une ville, important sanctuaire oraculaire dédié à Apollon sur le territoire de la cité de Colophon en Ionie (Asie Mineure). 

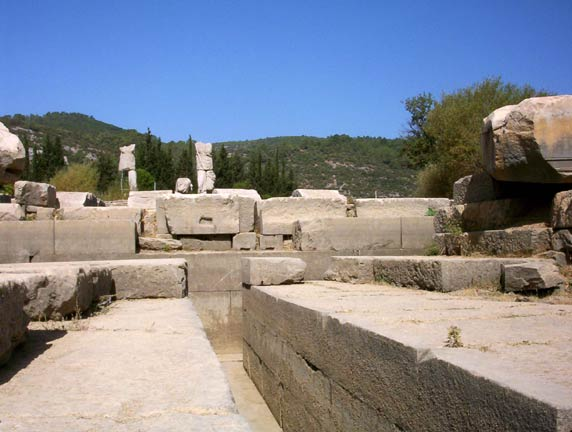
Claros : plateforme du temple d'Apollon.

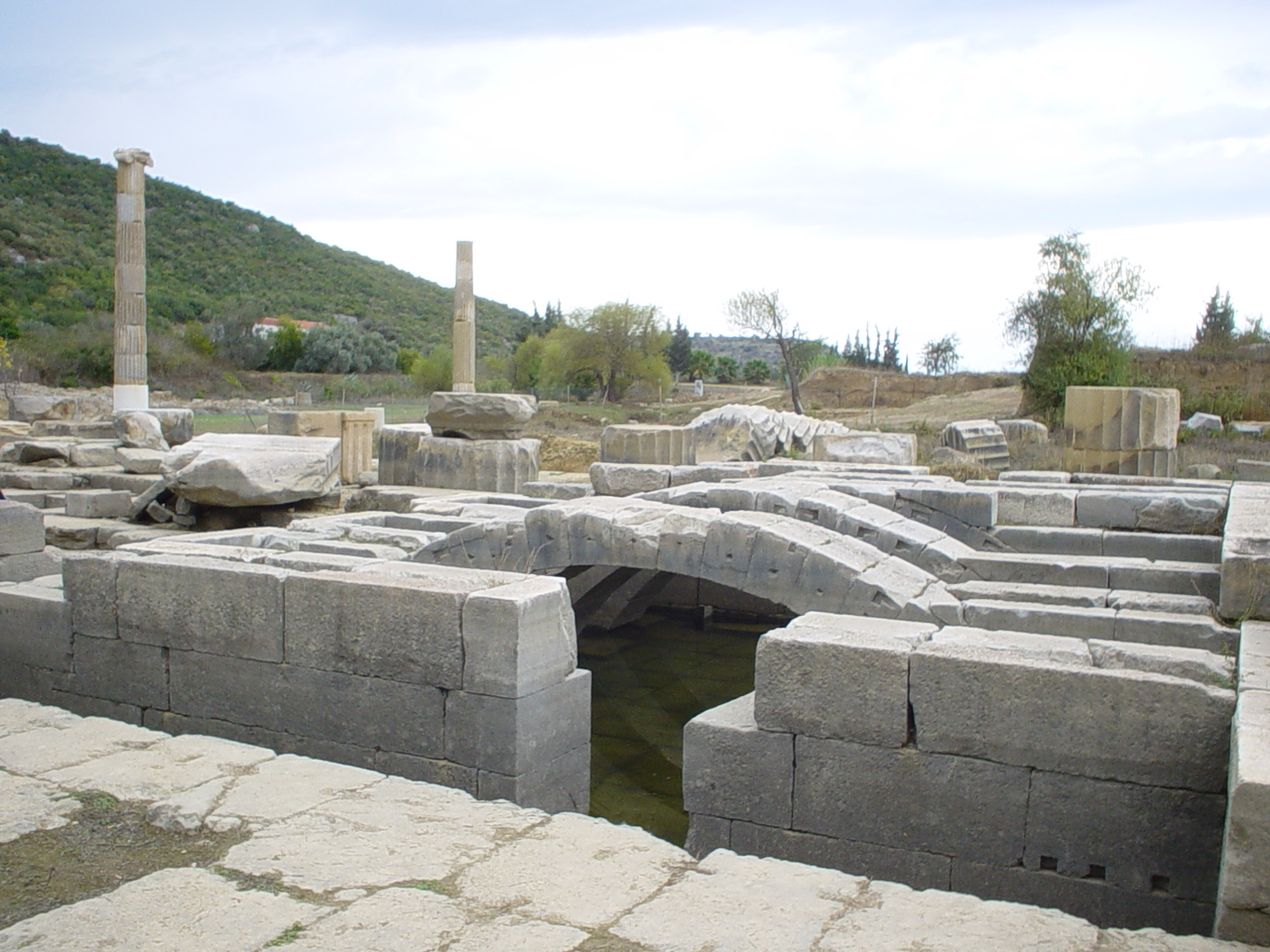
Temple d'Apollon : arcs couvrant la crypte.

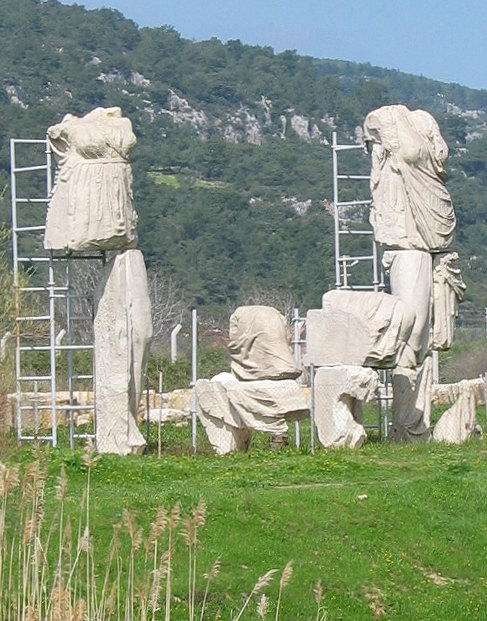
Anastylose de moulages de statues monumentales retrouvées lors des fouilles du sanctuaire. Le groupe représentait à l'origine Artémis, Apollon et Léto.

## Histoire
Les fouilles archéologiques ont dégagé des bâtiments divers et surtout un nombre important d'inscriptions grecques ayant un fort intérêt historique et dont certaines sont encore inédites. Plusieurs de ces inscriptions éclairent les relations entre Rome et les cités grecques, d'autres témoignent du fonctionnement du sanctuaire et des consultations de l'oracle. Plusieurs inscriptions donnant le texte d'oracles rendus par Apollon à Claros ont été retrouvées dans d'autres cités grecques, elles datent souvent du IIe siècle de notre ère et plusieurs d'entre elles étaient destinées à lutter contre une épidémie pestilentielle. Elles ont souvent été rapprochées de la peste antonine. Les noms du grand épigraphiste et historien Louis Robert et de sa femme Jeanne Robert restent attachés à la fouille de Claros et à l'étude des inscriptions concernant le sanctuaire. À Claros, les oracles étaient rendus par les Bakides, personnages masculins, par opposition aux oracles des Sibylles ou des Pythies, personnages féminins